# 논장
논장(論藏)은 삼장(三藏)의 하나이다.
각 부파는 각기 경(經)과 율(律)을 중심으로 하는 성전이나 규범을 집대성한 다음 이들의 이해를 깊게 하기 위하여 교설과 어의(語義) 등에 주석이나 해설을 달고 그 중에서 자파의 교리학설을 체계화하는 데 노력하였다. 그 중에서 율에 대한 해설은 율장 속에 포함되어 전하여졌으나 경, 즉 교법에 대한 연구해석(對法)은 독립적으로 논(論：아비달마)이라 불리었고 그것이 집대성되어 논장이 된 것이다.
이 논장도 경율 2장(經律二藏)과 마찬가지로 여러 부파마다 자파의 독립적인 교리체계로서 각각 소유하였던 것으로 생각되는데 오늘날까지 그것이 완전한 형태로 전해지고 있는 것은 팔리어로 된 남방상좌부(南方上座部)의 7론(七論)과, 같은 상좌부 계통의 설일체유부(說一體有部)의 한역 7론(七論)이다. 유부(有部)는 부파불교의 사상을 가장 뚜렷하게 나타낸 대표적 존재이며 그 교리의 전거(典據)가 된 것은 기원전 2세기에 가다연니자(迦多衍尼子)가 지은 <발지론(發智論)>이다. 이것은 그 후에 나온 6론(六論)과 함께 '6족발지(六足發智)'라고 불리었으며, 이들 7론에는 다른 부파의 교리 인용과 그에 대한 비판을 가하고 있다.

## 종류

### 팔리 논장 7론
팔리 삼장에 포함된 논장은 이 7론이 전부이다. 이외의 논서는 주석서나 장외로 취급한다.
1. 담마상가니(Dhammasaṅgaṇi, 법취론(法聚論), 법집론(法集論), Ds)
2. 비방가(Vibhaṅga, 분별론(分別論), Vibh)
3. 다뚜까타(Dhātukathā, 계설론(界說論), 계론(界論), Dhātuk)
4. 뿍갈라빤띠(Puggalapaññatti, 인시설론(人施設論), Pp)
5. 까타왓투(Kathāvatthu, 논사론(論事論), Kv, Kvu)
6. 야마까(Yamaka, 쌍대론(雙對論), 쌍론(雙論), Yam)
7. 빳타나(Paṭṭhāna, 발취론(發趣論), Paṭṭh)

### 설일체유부 6론과 7론
1. 《아비달마집이문족론(阿毘達磨集異門足論)》(집이문족론, 집이문론, 산스크리트어: Abhidharma-saṅgītī-paryāya-pāda-śāstra, K.946, T.1536)[1]
2. 《아비달마법온족론(阿毘達磨法蘊足論)》(법온족론, 법온론, 산스크리트어: Abhidharma-dharmaskandha-pāda-śāstra, K.945, T.1537)
3. 《아비달마시설족론(阿毘達磨施設足論)》(시설족론,시설론,산스크리트어: Prajñapti-śāstra, K.1484, T.1538)
4. 《아비달마식신족론(阿毘達磨識身足論)》(식신족론, 식신론, 산스크리트어: Abhidharma-vijñānakāya-pāda-śāstra, K.0947, T.1539)
5. 《아비달마계신족론(阿毘達磨界身足論)》(계신족론, 계신론, 산스크리트어: Abhidharma-dhātukāya-pāda-śāstra, K.0948, T.1540)
6. 《아비달마품류족론(阿毘達磨品類足論)》(품류족론, 품류론, 산스크리트어: Abhidharma-prakaraṇa-pāda-śāstra, K.0949, T.1542)
7. 《아비달마발지론(阿毘達磨發智論)》(발지론, 산스크리트어: Abhidharma-jñānaprasthāna-śāstra, K.0918, T.1544)

《발지론》을 제외한 6경을 6론 또는 6족론(산스크리트어: Abhidharma-śat-padá-satrā)이라고 부르고, 《발지론》을 포함해서 7론 또는 6족발지라고 부른다.

## 같이 보기
- 경장
- 율장

## 참고 문헌
- 이 문서에는 다음커뮤니케이션(현 카카오)에서 GFDL 또는 CC-SA 라이선스로 배포한 글로벌 세계대백과사전의 내용을 기초로 작성된 글이 포함되어 있습니다.